# Dianthus chinensis
El clavel chino o clavelina (en chino, 石竹 shi zhu) (Dianthus chinensis) es una planta herbácea de la familia de las cariofiláceas. Es originaria del norte de China, Corea, Mongolia y sudeste de Rusia.

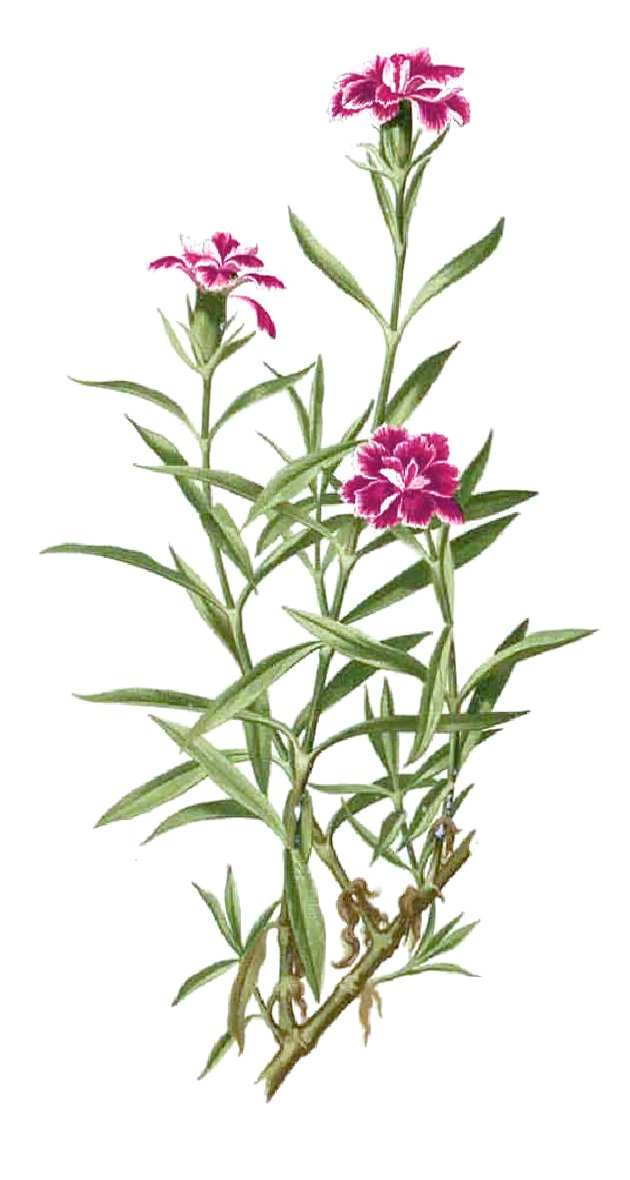
Ilustración

## Descripción
Es una planta herbácea perennifolia que alcanza un tamaño de 30-50 cm de altura. Las hojas son de color verde grisáceo verdes, delgadas, de 3-5 cm de largo y 2-4 mm de ancha. Las flores son de color blanco, rosa o rojo, con un diámetro de 3-4 cm, se producen solitarias o en pequeños grupos desde la primavera hasta mediados de verano.
Es ampliamente cultivada como planta ornamental, tanto en China como en otros lugares a través de las regiones templadas del mundo, numerosos cultivares han sido seleccionados para uso del jardín.

## Taxonomía
Dianthus chinensis fue descrita por Carlos Linneo y publicado en Species Plantarum 1: 411. 1753.
Etimología
Dianthus: nombre genérico que procede de las palabras griegas Diós («de Zeus») y anthos («flor»), y ya fue citado por el botánico griego Teofrasto.
chinensis: epíteto geográfico que alude a su localización en China.
Sinonimia
- Dianthus altaicus Willd. ex Ledeb.
- Dianthus amurensis Jacques
- Dianthus dentosus Fisch. ex Rchb.
- Dianthus fischeri Spreng.
- Dianthus ibericus Willd.
- Dianthus jeniseensis Less. ex Ledeb.
- Dianthus laciniatus Makino
- Dianthus morii Nakai
- Dianthus ochroleucus Link
- Dianthus patens Willd.
- Dianthus pineticola Kleopow
- Dianthus pulcher Salisb.
- Dianthus ruthenicus Roem. ex Poir.
- Dianthus scaber Schleich. ex Suter
- Dianthus schraderi Rchb.
- Dianthus sequieri Chaix
- Dianthus sequieri var. dentosus (Fisch. ex Rchb.) Franch.
- Dianthus sinensis Link
- Dianthus subulifolius Kitag.
- Dianthus subulifolius f. leucopetalus Kitag.
- Dianthus tataricus Fisch.
- Dianthus umbellatus DC.
- Dianthus versicolor Fisch. ex Link
- Dianthus versicolor f. leucopetalus (Kitag.) Y.C.Chu
- Dianthus versicolor var. ninelli G.A.Peschkova
- Dianthus versicolor var. subulifolius (Kitag.) Y.C.Chu
- Dianthus willdenowii Link[4]

## Nombres comunes
- clavel chino, puncela.[5]